# Кајуел Крепињи
Кајуел Крепињи (фр. Caillouël-Crépigny) насеље је и општина у североисточној Француској у региону Пикардија, у департману Ен (Пикардија) која припада префектури Лаон.
По подацима из 2011. године у општини је живело 428 становника, а густина насељености је износила 64,56 становника/km². Општина се простире на површини од 6,63 km². Налази се на средњој надморској висини од 182 метара (максималној 182 m, а минималној 53 m).

## Демографија
| 1962. | 1968. | 1975. | 1982. | 1990. | 1999. | 2011. |
| ----- | ----- | ----- | ----- | ----- | ----- | ----- |
| 272   | 273   | 258   | 379   | 457   | 426   | 428   |

График промене броја становника у току последњих година